# La Ferrière-Harang
La Ferrière-Harang (Ausspracheⓘ) ist eine ehemalige französische Gemeinde mit 314 Einwohnern (Stand 1. Januar 2022), den Ferrièrois, im Département Calvados in der Region Normandie.
Am 1. Januar 2016 wurde La Ferrière-Harang im Zuge einer Gebietsreform zusammen mit 19 benachbarten Gemeinden, die wie La Ferrière-Harang alle dem aufgelösten Gemeindeverband Bény-Bocage angehörten, als Ortsteil in die neue Gemeinde Souleuvre en Bocage eingegliedert.

## Geografie
La Ferrière-Harang liegt rund 17 Kilometer nördlich von Vire-Normandie und 23 Kilometer südöstlich von Saint-Lô.

## Bevölkerungsentwicklung
| Jahr                             | 1793 | 1836 | 1876 | 1926 | 1946 | 1968 | 1990 | 2013 |
| Einwohner                        | 841  | 903  | 715  | 472  | 467  | 377  | 266  | 318  |
| Quelle: Cassini, EHESS und INSEE |      |      |      |      |      |      |      |      |

## Sehenswürdigkeiten
- Kirche Saint-Pierre aus dem 17./18. Jahrhundert; der Altar, ein Altarretabel, ein Tabernakel, Skulpturen, ein Kreuz sowie mehrere Kronleuchter im Inneren sind seit 1977 als Monument historique klassifiziert[3][4][5][6][7][8]
- Kapelle Notre-Dame aus dem 19. Jahrhundert
- Souleuvre-Viadukt, ehemalige Eisenbahnbrücke aus dem Jahr 1893